# Ceryx
Ceryx este un gen de insecte lepidoptere din familia Arctiidae.

## Specii[1]
- Ceryx aethalodes
- Ceryx affinis
- Ceryx alberici
- Ceryx albimacula
- Ceryx albipuncta
- Ceryx alenina
- Ceryx ampla
- Ceryx anthraciformis
- Ceryx antiopa
- Ceryx approximata
- Ceryx aroa
- Ceryx artina
- Ceryx atereus
- Ceryx aurantiobasis
- Ceryx barombina
- Ceryx basalis
- Ceryx basilewsky
- Ceryx bernhardi
- Ceryx brachypecten
- Ceryx burgeffi
- Ceryx calcuni
- Ceryx carpentieri
- Ceryx caryocatactes
- Ceryx ceylonica
- Ceryx chea
- Ceryx cherra
- Ceryx ciprianii
- Ceryx claremonti
- Ceryx constricta
- Ceryx crawshayi
- Ceryx cupreipennis
- Ceryx cybelistis
- Ceryx darlingtoni
- Ceryx decorata
- Ceryx diptera
- Ceryx elasson
- Ceryx ericssoni
- Ceryx evar
- Ceryx exapta
- Ceryx expandens
- Ceryx fata
- Ceryx fatana
- Ceryx flava
- Ceryx flavibasis
- Ceryx flavigutta
- Ceryx flaviplagia
- Ceryx florina
- Ceryx formicina
- Ceryx fuscicornis
- Ceryx fusiformis
- Ceryx fytchei
- Ceryx giloloensis
- Ceryx ginorea
- Ceryx godartii
- Ceryx guttulosa
- Ceryx hageni
- Ceryx helodiaphana
- Ceryx hilda
- Ceryx homoeochroma
- Ceryx hyalina
- Ceryx imaon
- Ceryx inaequalis
- Ceryx incipiens
- Ceryx infranigra
- Ceryx intermissa
- Ceryx interrupta
- Ceryx javanica
- Ceryx joltrandi
- Ceryx keiensis
- Ceryx kinabulensis
- Ceryx klossi
- Ceryx kuehni
- Ceryx lamottei
- Ceryx laterimacula
- Ceryx leugalea
- Ceryx libera
- Ceryx longipes
- Ceryx lugens
- Ceryx macgregori
- Ceryx macrospila
- Ceryx macula
- Ceryx malaccana
- Ceryx melanora
- Ceryx minor
- Ceryx morobeensis
- Ceryx mota
- Ceryx naclioides
- Ceryx perakensis
- Ceryx pleurasticta
- Ceryx pleurosticta
- Ceryx pleurostictoides
- Ceryx pseudovigorsi
- Ceryx pterodactyliformis
- Ceryx puncta
- Ceryx pygmula
- Ceryx quisqualis
- Ceryx resecta
- Ceryx rhysoptila
- Ceryx riouensis
- Ceryx salutatoria
- Ceryx sambavana
- Ceryx sargania
- Ceryx sarganica
- Ceryx semicincta
- Ceryx semihyalina
- Ceryx seminigra
- Ceryx sibulana
- Ceryx sphenodes
- Ceryx sumatrensis
- Ceryx swinhoei
- Ceryx terminalis
- Ceryx toxopeusi
- Ceryx toxotes
- Ceryx transitiva
- Ceryx vespella
- Ceryx volans
- Ceryx xuthosphendona